# یاچیماتا، چیبا
یاچیماتا، چیبا از شهرهای استان چیبا ژاپن است که جمعیت آن تا ۱ ژانویه ۲۰۰۸ برابر با ۷۵٬۳۶۹ نفر بوده است.